# Denaturazione (merceologia)
La denaturazione, in chimica industriale e merceologia, è un'operazione consistente nell'aggiungere ad un prodotto alcune sostanze che ne rendano impossibile l'uso per altri scopi che non siano quelli desiderati. 
Spesso si applica relativamente agli alcoli, in modo da non poterli rendere utilizzabili per scopi agricoli, farmaceutici o alimentari.

## Denaturazione dell'alcool
La denaturazione viene effettuata per rendere gli alcoli non adatti alla produzione di liquori, per i quali esistono elevate tassazioni. Gli alcoli che sono sottoposti a denaturazione sono: l'alcol etilico, metilico, propilico, isopropilico. Le caratteristiche che deve avere una sostanza denaturante sono: gusto e odore sgradevoli; ottima solubilità e impossibilità di eliminazione con ogni metodo industriale economicamente valido (distillazione, filtrazione, ecc.); stabilità; prezzo conveniente.
I vari denaturanti usati non possiedono tutti i requisiti richiesti, motivo per cui in Italia si usa un denaturante generale, fornito dallo Stato, composto da una miscela di idrocarburi, oli di acetone, basi piridiniche, ecc.
Quando per alcuni motivi di ordine tecnico il procedimento di denaturazione con il denaturante generale si rivela incompatibile con le necessità industriali (reazioni secondarie nocive, odore e gusto che rendano inutilizzabile il prodotto finito), il Laboratorio centrale del ministero delle finanze può autorizzare il privato a usare un denaturante speciale, riservandosi la possibilità di variare le proporzioni dei denaturanti per evitare frodi. Le operazioni di denaturazione speciale sono fatte in presenza dei funzionari dell'agenzia delle dogane e dei monopoli e la miscela deve essere agitata per ottenere la perfetta omogeneità: questi alcoli non possono però circolare liberamente sul mercato e devono essere utilizzati sul posto; le industrie che utilizzano alcoli con denaturanti speciali possono essere autorizzate a recuperare e rigenerare gli alcoli residui. 
La legge italiana esonera dall'imposta di consumo gli alcoli denaturati utilizzati per scopi particolari (riscaldamento, illuminazione), per usi industriali (pitture, vernici, esplosivi, solventi, ecc.) e per disinfettanti.
La tassazione sull'alcool ad oggi risulta essere pari a 10,36 euro per litro anidro (un'unità di misura che indica l'alcol calcolato come se ipoteticamente non avesse acqua e fosse al 100%). Questa altissima tassazione fa sì che il prodotto sia altamente a rischio di frodi e di commercio in nero. Per questo il processo di denaturazione è sotto stretto controllo dell'Agenzia delle dogane e dei monopoli i cui funzionari hanno poteri di pubblici ufficiale di polizia giudiziaria e tributaria, nel tentativo di accertare che tutto l'alcool di uno stabilimento destinato alla denaturazione non prenda altre vie finendo nel mercato nero.